# Sofia Rotaru
Sofia Rotaru (nume complet Sofia Mihailivna Rotaru-Evdokimenko, în ucraineană Софiя Михайлівна Ротару, în rusă София Ротару; n. 7 august 1947, Marșenița, raionul Noua Suliță, RSS Ucraineană, URSS) este o cîntăreață pop și compozitoare pop-rock de origine etnică română din Ucraina, producătoare, laureată a mai multor premii, actriță, scriitoare, manager, setter de tendințe de modă și femeie de afaceri. Este numită "Regina Pop". Este cunoscută pentru vocea sa lirica și sex appeal, ca și pentru recunoștința socială și religioasă. 
În 1974, în calitate de dirijor de cor, a absolvit Institutul de Stat de Arte cu numele G. Muzicescu din Chișinău (acum Асademia de Muzică, Teatru și Arte Plastice) la clasa E. M. Bogdanovsky și L. V. Axionova.
Cariera sa este marcată de un succes mondial pe scena muzicală și de mai multe controverse, cauza cărora a devenit Sofia Rotari însăși, anume în țările Europei de Est și în țările fostei Uniune sovietice. 
A cântat atât în limba română, cât și în rusă. În 1986, a fost prima cântăreață care a primit titlul "Artist al Poporului din URSS" și în 2000 a fost numită Cântăreața secolului XX. Azi, Sofia Rotaru are cetățenie ucraineană și este cetățean de onoare al Crimeei și Ialtei. Ialta este locul reședinței sale principale, dar locuiește și la Moscova, Kiev și în Baden-Baden. 
Este posesoare a mai multor premii, printre care: Artist emerit al Republicii Socialiste Sovietice Ucrainene, Artist al poporului al Ucrainei, Artist al poporului al Republicii Socialiste Sovietice Moldovenești, Artist al poporului al URSS, laureată a premiului LTC, Erou al Ucrainei, Erou al Moldovei, Cavaler al Ordinului republican al Moldovei și Ordinul pentru prietenie între popoare al URSS.

## Biografie
Sofia Rotaru s-a născut la 7 august 1947 în Marșenița, raionul Noua Suliță, regiunea Cernăuți, Ucraina sovietică, a doua într-o familie de șase copii a brigadierului de viticultori. Din cauza greșelii funcționarei oficiului actelor civile, data de naștere în pașaport a fost trecută 9 august. Satul în care s-a născut cîntăreața a aparținut în trecut principatului Moldovei, apoi Imperiului Otoman (Raiaua Hotin), apoi Rusiei țariste, apoi României, ceea ce a constituit cauza a diferitor moduri de scriere a numelui de familie și a prenumelui. În filmul "Cervona Ruta", Sofia apare cu numele de familie "Rotari" variantă de pronunție în rusă. În alte filmări, prenumele a fost scris Sófiya. Edita Pieha a sfătuit-o să-și scrie numele de familie românește, cu litera "u" la sfîrșit. Numele de scenă este de fapt numele vechi corect. Aurica Rotaru, Artista emerită a Ucrainei a spus:
| “ | Nu, nimeni n-a inventat aceasta, aceasta este legat cu aceea că satul în care noi ne-am născut, a aparținut cîndva României, și după război acest teritoriu a fost alipit la Ucraina. Tatăl a fost convocat la centrul militar și i-au zis să-și schimbe numele de familie în cel rus. Au făcut să dispară litera "u" de la sfîrșit, în loc de Rotaru a devenit Rotari cu semnul moale. Totusi, Rotaru - este numele de familie corect… | ” |

În copilărie le-a ajutat mult pe mama și sora mai mare Zina în gospodărie și cu educația fraților și surorilor mai mici, pleca în fiecare dimineață la piață să vîndă produse ca să trăiască. Talentul muzical a devenit evident foarte devreme. Sofia Rotaru a început să cînte din clasa întîia în corul școlii, mai cînta și în corul bisericii, ceea ce n-a fost bine văzut la școală. De aceea au amenințat-o cu excluderea din rîndurile pionerilor. În tinerețe a fost atrasă de teatru, a participat la un cerc de dramaturgie și în același timp cînta cîntece populare în cercul de activitate artistică amatoare. Sofia Rotaru a spus:

## Discografie

### Discuri de vinil (LP)
- 1972 София Ротару 1972
- 1972 Поёт София Ротару 1972
- 1972 Червона Рута
- 1973 Поёт София Ротару 1973
- 1973 Баллада о скрипках
- 1974 София Ротару 1974
- 1975 София Ротару поёт песни Владимира Ивасюка
- 1977 София Ротару 1977
- 1978 София Ротару 1978
- 1980 Только тебе
- 1981 София Ротару 1981
- 1981 Песни из кинофильма «Где ты, любовь?» (Album din două discuri)
- 1981 София Ротару и «Червона Рута» (Album din două discuri)
- 1982 София Ротару 1982
- 1985 Нежная мелодия
- 1987 Монолог о любви
- 1987 Lavanda
- 1988 Золотое сердце
- 1991 Караван любви

### Compact Disc (CD)
- 1990 Heart of Gold (@ Finnlevy Warner Music Group, Finland, 1990 «Золотое сердце», лазерный компакт-диск)
- 1990 Forgotten Songs of Vladimir Ivasuk (Australia, 1991 «Забытые песни Владимира Ивасюка», лазерный компакт-диск)
- 1990 Sofia Rotaru 1990
- 1991 Romantica
- 1993 Караван любви
- 1993 Lavanda
- 1993 Sofia Rotaru 1993
- 1995 Золотые песни 1985/95
- 1995 Хуторянка
- 1996 Ночь любви
- 1996 Червона Рута 1996
- 1998 Люби меня
- 2002 Я тебя по-прежнему люблю
- 2002 Снежная Королева
- 2003 Листопад
- 2003 Единому
- 2004 Течёт вода(Топ 10 лучших альбомов 2004 года)[10]
- 2004 Лаванда, Хуторянка, далее везде…
- 2004 Небо — это Я
- 2005 Когда расцветает любовь
- 2005 Я же его любила
- 2007 Какая на сердце погода
- 2007 Туман
- 2007 Сердце ты моё
- 2008 Я — твоя любовь!
- 2010 Я не оглянусь
- 2012 И летит моя душа

### Mini-albumuri (EP)
- 1972 Червона рута
- 1977 Родина моя
- 1978 Deine Zärtlichkeit
- 1978 Мой край
- 1979 Верни мне музыку
- 1983 Магазин «Цветы»
- 1985 Аист на крыше
- 1986 Вспоминай меня всегда

## Filmografie
- 1980 Unde ești, dragoste?, regia Valeriu Gagiu

## Distincții și decorații
URSS
- Ordinul de Onoare (1980)
- Ordinul Prieteniei Popoarelor (1985)
- Premiul komsomolului Leninist (1978)

Republica Moldova
- Ordinul Republicii (8 august 1997)[11]

Ucraina
- Însemnul distinctiv de onoare al Președintelui Ucrainei (1996)
- Ordinul Contesa Olga, de gradul III (9 august 1999)[12]
- Ordinul Contesa Olga, de gradul I (6 martie 2002)[13]
- „Erou al Ucrainei” (7 august 2002)[14]
- Ordinul Țării [Ucraina] (7 august 2002)[15]
- Ordinul «Pentru merite» de gradul II (6 august 2007)[16]

Rusia
- Ordinul de Onoare (7 august 2002)[17][18]

Titluri
- Artst emerit al RSS Ucrainene (1973)
- Artist al poporului RSS Ucrainene (1976)
- Artist al poporului RSS Moldovenești (1983)
- Artist al poporului URSS (1988)
- Cetățean de onoare al Republicii Autonome Crimeea (1997)
- Cetățean de onoare al orașului Cernăuți (1998)
- Cetățean de onoare al orașului Ialta
- Cetățean de onoare al orașului Chișinău